# 창안구 (시안시)

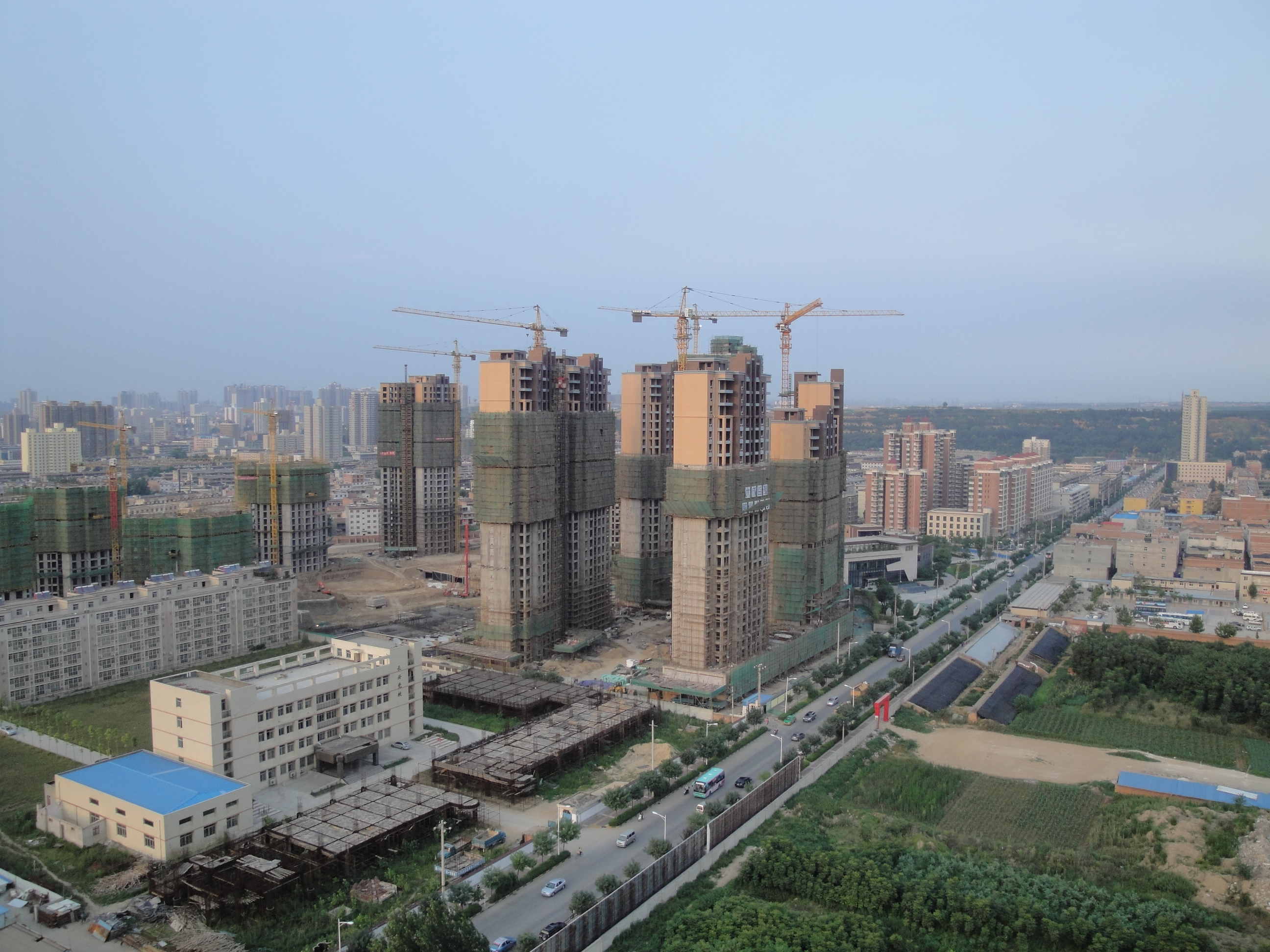

창안구(한국어: 장안구, 중국어: 长安区, 병음: Cháng'ān Qū)는 중화인민공화국 산시성 시안시의 현급 행정구역이다. 넓이는 1,583km2이고, 인구는 2007년 기준으로 960,000명이다.

## 행정 구역
25개 가도를 관리한다
기도:韦曲街道、郭杜街道、滦镇街道、引镇街道、王寺街道、马王街道、太乙宫街道、东大街道、子午街道、斗门街道、细柳街道、杜曲街道、大兆街道、黄良街道、兴隆街道、王曲街道、鸣犊街道、王莽街道、五台街道、高桥街道、五星街道、灵沼街道、杨庄街道、砲里街道、魏寨街道